# کیسه زیرغرابی
کیسه زیرغرابی یا بورس ساب کوراکوئید (به لاتین: Subcoracoid Bursa) یک بورس سینوویال است که در ناحیه شانه جای دارد.
این کیسه در بخش جلویی ماهیچه زیرکتفی و پایین‌تر از زائده غرابی جای دارد. کارکرد آن باعث کاهش اصطکاک میان ماهیچه غرابی‌بازویی، ماهیچه زیرکتفی و سر کوتاه زردپی‌های ماهیچه دوسر بازو است و بنابراین چرخش درونی و بیرونی شانه را آسان می‌کند. مفصل شانه در شرایط عادی با مفصل گلینوهومرال ارتباط برقرار نمی‌کند، اما ممکن است با کیسه زیرسرشانه‌ای ارتباط برقرار کند. به همین ترتیب، مایع حاجب تزریق‌شده در مفصل گلینوهومرال در طی آرتروگرام که به کیسه زیرغرابی گسترش می‌یابد که غیرطبیعی است و به طور غیر مستقیم پارگی کلاهک گرداننده با ضخامت کامل را نشان می‌دهد.